# Séparatisme camerounais anglophone
 (mai 2025).

Drapeau de l'Ambazonie.

Le séparatisme camerounais anglophone est une idéologie politique qui prône l'indépendance des deux régions anglophones du Cameroun, le Nord-Ouest et le Sud-Ouest, en une république fédérale d'Ambazonie.   

## Histoire

### Origines
En 1884, le Cameroun devient un protectorat allemand. En 1918, après la défaite de l'Allemagne lors de la Première Guerre mondiale, le protectorat est divisé en deux ; sa partie orientale, soit 4⁄5 du territoire, est confiée à la France et sa partie occidentale, soit 1⁄5 du territoire, au Royaume-Uni, sous mandat de la Société des Nations (SDN). À la fin de la Seconde Guerre mondiale, la SDN, devenue l'Organisation des Nations unies (ONU), confie le Cameroun à son Conseil de tutelle dont la mission est de l'accompagner vers l'indépendance.
La décolonisation du Cameroun se fait en deux temps. Le 1er janvier 1960, le Cameroun français accède à l'indépendance sous le nom de « république du Cameroun » avec comme président Ahmadou Ahidjo. Le 11 février 1961, l'ONU organise un référendum au Cameroun britannique qui exclut l'indépendance totale du territoire et propose aux électeurs deux options : l'indépendance par rattachement au Cameroun ou au Nigeria. La partie nord choisit de rejoindre le Nigeria, tandis que la partie sud choisit de rejoindre le Cameroun pour former la « république fédérale du Cameroun » le 1er octobre 1961. En 1966, le chef d'État dissout les partis politiques et crée un parti unique, l'Union nationale camerounaise (UNC). Le 20 mai 1972, à l'issue d'un référendum constitutionnel, le chef d'État proclame la république unie du Cameroun, mettant ainsi fin au fédéralisme,.

### Le mouvement des années 1980 aux années 2010
Dans un mémorandum daté du 20 mars 1985, l'avocat Fongum Gorji Dinka annonce que les régions anglophones devraient devenir indépendant en tant que république d'Ambazonie,.
Le 3 décembre 1993, le Cameroon Anglophone Movement (CAM), l'une des plus grandes associations affiliées au mouvement All Anglophone Congress (AAC), déclare l'indépendance des régions anglophones. Cette position est soutenue par une conférence qui se tient à Bamenda en 1994. Cette dernière déclare que si le gouvernement « persiste dans son refus d'engager des réformes constitutionnelles substantielles, ou ne les réalise pas dans un laps de temps raisonnable », elle proclamera « l'indépendance du Southern Cameroons, en prenant toutes les mesures nécessaires pour défendre et préserver la souveraineté et l'intégrité territoriale de celui-ci ». En 1995, le Conseil national du Cameroun méridional (CNCM), un parti politique sécessionniste voit le jour. En décembre 1999, ses membres prennent le contrôle d'une station locale de la Cameroon Radio Television (CRTV) à Buéa et proclament l'indépendance de la « république du Cameroun méridional ».
Le 1er octobre 2001, à l'occasion du 40e anniversaire de la réunification du Cameroun, une manifestation pacifique organisée par des séparatistes dans les villes de Kumbo et Bamenda est violemment réprimée par la police. Au moins trois militants sont tués et cinq sont blessés à Kumbo. Des leaders séparatistes sont arrêtés.
Fin 2017, dans un contexte de crise socio-politique, des revendications indépendantistes émergent,. Le 1er octobre 2017, Sisiku Julius Ayuk Tabe déclare symboliquement l'indépendance des régions anglophones sous le nom de république fédérale d'Ambazonie. Les manifestations qui suivent cette déclaration d'indépendance font l'objet d'une répression meurtrière. 